# Cyclodium trianae
Cyclodium trianae är en träjonväxtart som först beskrevs av Georg Heinrich Mettenius, och fick sitt nu gällande namn av Alan Reid Smith. Cyclodium trianae ingår i släktet Cyclodium och familjen Dryopteridaceae. Utöver nominatformen finns också underarten C. t. chocoense.